# Žan Tabak
Žan Tabak (Spalato, 15 giugno 1970) è un ex cestista e allenatore di pallacanestro croato, professionista nella NBA e in Europa.

## Carriera
Con la Croazia ha disputato due edizioni dei Giochi olimpici (Barcellona 1992, Atlanta 1996) e due dei Campionati europei (1993, 2001).

## Statistiche

### NBA

#### Regular season
| Anno       | Squadra         | PG  | PT | MP   | TC%  | 3P% | TL%  | RP  | AP  | PRP | SP  | PP  |
| ---------- | --------------- | --- | -- | ---- | ---- | --- | ---- | --- | --- | --- | --- | --- |
| 1994-1995† | Houston Rockets | 37  | 0  | 4,9  | 45,3 | 0,0 | 61,4 | 1,5 | 0,1 | 0,1 | 0,2 | 2,0 |
| 1995-1996  | Toronto Raptors | 67  | 18 | 19,9 | 54,3 | 0,0 | 56,1 | 4,8 | 0,9 | 0,4 | 0,5 | 7,7 |
| 1996-1997  | Toronto Raptors | 13  | 4  | 16,8 | 45,1 | -   | 69,0 | 3,8 | 1,1 | 0,5 | 0,8 | 6,5 |
| 1997-1998  | Toronto Raptors | 39  | 29 | 19,3 | 46,6 | 0,0 | 33,3 | 3,9 | 0,9 | 0,4 | 0,7 | 6,4 |
| 1997-1998  | Boston Celtics  | 18  | 5  | 12,9 | 47,3 | -   | 53,8 | 3,2 | 0,7 | 0,3 | 0,6 | 3,3 |
| 1999-2000  | Indiana Pacers  | 18  | 0  | 6,3  | 47,1 | -   | 62,5 | 1,8 | 0,2 | 0,2 | 0,5 | 2,1 |
| 2000-2001  | Indiana Pacers  | 55  | 14 | 14,1 | 52,7 | -   | 42,6 | 3,9 | 0,6 | 0,2 | 0,5 | 3,9 |
| Carriera   | Carriera        | 247 | 70 | 14,6 | 50,6 | 0,0 | 52,5 | 3,6 | 0,7 | 0,3 | 0,5 | 5,0 |

#### Play-off
| Anno     | Squadra         | PG | PT | MP  | TC%  | 3P% | TL%  | RP  | AP  | PRP | SP  | PP  |
| -------- | --------------- | -- | -- | --- | ---- | --- | ---- | --- | --- | --- | --- | --- |
| 1995†    | Houston Rockets | 8  | 0  | 3,9 | 40,0 | -   | 100  | 0,1 | 0,1 | 0,1 | 0,4 | 0,8 |
| 2000     | Indiana Pacers  | 10 | 0  | 4,7 | 50,0 | -   | 100  | 1,6 | 0,0 | 0,0 | 0,2 | 1,2 |
| 2001     | Indiana Pacers  | 2  | 2  | 5,0 | 0,0  | -   | 50,0 | 1,5 | 0,0 | 0,0 | 0,0 | 0,5 |
| Carriera | Carriera        | 20 | 2  | 4,4 | 35,3 | -   | 87,5 | 1,0 | 0,1 | 0,1 | 0,3 | 1,0 |

## Palmarès

### Giocatore
- YUBA liga: 4

Spalato: 1987-88, 1988-89, 1989-90, 1990-91
- Coppa di Jugoslavia: 2

Spalato: 1990, 1991
- Copa del Rey: 1

Málaga: 2005
- Coppa dei Campioni: 3

Spalato: 1988-89, 1989-90, 1990-91
- Campionato NBA: 1

Houston Rockets: 1995

### Allenatore
- Campionato polacco: 2

Zielona Góra: 2019-20
Trefl Sopot: 2023-24
- Coppa di Israele: 1

Maccabi Tel Aviv: 2015-16
- Coppa di Polonia: 2

Zielona Góra: 2021
Trefl Sopot: 2023
- Supercoppa polacca: 1

Zielona Góra: 2020